# Banca Catalana (Manresa)
El edificio de Banca Catalana de Manresa (Bages) es una obra historicista protegida como bien cultural de interés local. Se acabó de construir en 1900. 

## Descripción
Es un edificio de fachada amplia. Antiguamente eran dos edificios iguales pero tratados unitariamente. Se compone de planta baja y dos pisos, de composición unitaria y simétrica, con dos torreones de planta cuadrada que sobresalen de la azotea, rematados con linternas y cúpula de escamas cerámicas. La fachada principal es simétrica con un esquema horizontal acentuado con el friso de ventanas del piso superior que contrasta con la verticalidad de las aberturas con planta baja y primer piso. El remate superior presenta barandilla calada de obra y cornisa de ladrillo enlucido y elementos de piedra.